# My Little Bride
Pour plus de détails, voir Fiche technique et Distribution.
My Little Bride (어린 신부, Eorin shinbu) est un film sud-coréen réalisé par Kim Ho-joon, sorti en 2004. Il s'agit d'un remake du film hongkongais My Wife Is 18.

## Synopsis
Une jeune fille de 16 ans est victime d'un mariage arrangé par son grand-père avec un homme ayant une vingtaine d'années.

## Fiche technique
- Titre : My Little Bride
- Titre original : 어린 신부 (Eorin shinbu)
- Réalisation : Kim Ho-joon
- Scénario : Yu Sun-il
- Musique : Choi Man-sik et Choi Sun-shik
- Photographie : Seo Jeong-min
- Montage : Park Soon-deok
- Production : Park Jun-seok
- Société de production : Culture Cap Media
- Pays :  Corée du Sud
- Genre : Comédie dramatique et comédie romantique
- Durée : 115 minutes
- Dates de sortie : 
  -  Corée du Sud : 2 avril 2004

## Distribution
- Kim Rae-won : Park Sang-min
- Moon Geun-young : Seo Bo-eun
- Ahn Sun-yeong : le professeur Kim
- Kim Bo-kyeong : Ji-su
- Kim In-mun : le grand-père de Bo-eun
- Song Ki-yoon : le père de Bo-eun
- Sunwoo Eun-sook : la mère de Bo-eun
- Han Jin-hie : le père de Sang-min
- Kim Hye-ok : la mère de Sang-min
- Yun Chang : Yong-joo
- Jin Kyung : Jeune mariée

## Box-office
Le film a été deuxième de l'année au box-office coréen derrière Frères de sang.